# Malanca GTI 80
La GTI 80 è una motocicletta stradale prodotta dalla Malanca dal 1980 al 1982.

## Il contesto
La moto nasce come evoluzione della serie E2C, prodotta a partire dal 1974, rispetto alla quale risolveva alcuni problemi di affidabilità. Il nome scelto per la nuova moto della Casa di Pontecchio Marconi riprendeva quello della versione sportiva della VW Golf, mentre la cifra "80" indicava l'anno di produzione.

## La moto
La moto era spinta dal bicilindrico 125 cm³ a due tempi raffreddato ad aria, rivisto nella camera di manovella, nei pistoni (ora a due fasce) e nei carburatori (due Dell'Orto PHBL anziché i VHB dei modelli precedenti); continua ad essere assente il miscelatore.
Dal punto di vista della ciclistica si manteneva il telaio doppia culla chiusa in tubi d'acciaio; nuove le sospensioni Paioli (con ammortizzatori posteriori a gas), i cerchi a razze Melber e l'impianto frenante con tre freni a disco Brembo; nuova anche la strumentazione, più affidabile di quella montata sui modelli precedenti e di migliore qualità. Di serie era montato il cupolino (già visto sulla precedente GTI)
Due le colorazioni disponibili: nero con filetti oro (ispirata alle Lotus di Formula 1 sponsorizzate John Player) e rosso con filetti bianchi (più rara).
Dal 1982 la GTI 80 fu affiancata e quindi sostituita dalla OB One con motore raffreddato ad acqua.